# جيف غودوين
جيف غودوين (بالإنجليزية: Jeff Goodwin)‏ هو عالم اجتماع أمريكي، ولد في 28 يناير 1958.

## وصلات خارجية
- الموقع الرسمي